# 시데하라 내각
시데하라 내각(幣原内閣)은 전 외무대신 시데하라 기주로가 제44대 내각총리대신으로 임명되어, 1945년 10월 9일부터 1946년 5월 22일까지 존재한 일본의 내각이다.

## 재직 기간
- 1945년(쇼와 20년) 10월 9일 ~ 1946년(쇼와 21년) 5월 22일
- 재직 일수 : 226일